# KV Eendracht Winnik
K.V. Eendracht Winnik  is een Belgische voetbalclub uit Denderwindeke. De club is bij de KBVB aangesloten met stamnummer 04234 en heeft blauw en geel als kleuren. De club heeft 2 locatie's namelijk complex A gelegen te Steenhout 27A te Denderwindeke en anderzijds complex B gelegen te Minnenhofstraat 9a te Denderwindeke.